# Amt Märkische Schweiz
Amt Märkische Schweiz – urząd w Niemczech, leżący w kraju związkowym Brandenburgia, w powiecie Märkisch-Oderland. Siedziba urzędu znajduje się w mieście Buckow (Märkische Schweiz).
W skład urzędu wchodzi sześć gmin, w tym jedna gmina miejska oraz pięć gmin wiejskich:
1. Buckow (Märkische Schweiz), miasto
2. Garzau-Garzin
3. Märkische Höhe
4. Oberbarnim
5. Rehfelde
6. Waldsieversdorf

1 stycznia 2022 do urzędu przyłączono gminę Märkische Höhe, która jeszcze dzień wcześniej wchodziła w skład urzędu Amt Neuhardenberg.